# Krasznogvargyejszkij járás (Belgorodi terület)

A Krasznogvargyejszkij járás a Belgorodi területen

A Krasznogvargyejszkij járás (oroszul Красногвардейский район) Oroszország egyik járása a Belgorodi területen. Székhelye Birjucs.

## Népesség
- 1989-ben 47 916 lakosa volt.
- 2002-ben 44 156 lakosa volt, akik főleg oroszok.
- 2010-ben 40 636 lakosa volt.